# صحيفة الفلق
صحيفة الفلق هي من أوائل الصحف العربية التي ظهرت في أفريقيا الشرقية بعد الحرب العالمية الأولى، وقد كانت قبل الحرب تعرف باسم (النجاح)، إلا أإن محمد بن سعيد بن ناصر الكندي سماها بالفلق : لتكون شبيهة (بالنجاح) في إزالة ظلمة الجهل والغباوة، وإنارة الأفكار وإصلاح الشؤون الدينية والدنيوية. وقد كانت أطروحات الفلق الثقافية والسياسية مثار اعجاب قرائها ومتابعيها داخل الوطن العربي؛ إذ كانت تصل إلى عمان، وتوزع في الشام ومصر، والجزائر.

## أسباب التسمية
قد جاءت تسمية محمد بن سعيد الكندي تلك في معرض حديثه للعدد الأول والتي ذكر فيها ذلك الاسم موضحًا أسباب اختياره له :   ((الفلق أو الشعيعات الذهبية التي تؤذن بالقسم الهام من اليوم، النهار الذي جعله الله لنا للعمل والجهاد في سبيل الحياة والبقاء أعزاء.. أو المؤذن للفلاح والكفاح، الفلق أو القاسم بين الجزئين من اليوم (أليل والنهار)، الفلق.. أو الفارق بين العهدين من تاريخها عهد الجهل والظلام وعهد المعرفة والنور)).

## إصدارها
صدرت ((الفلق)) يوم الإثنين 20 من شوال عام 1347 هـ الموافق للأول من نيسان / أبريل عام 1929 م، في عهد رئاسة السيد سالم بن كنده للجمعية العربية، وبتشجيع من الشيخ ناصر بن سليمان اللمكي ، وتولى أول رئاسة تحرير لها الشيخ محمد بن هلال البرواني لمدة أربعة عشر عامًا (من 23 أيار / مايو 1931م وحتى 30 كانون الأول / ديسمبر 1945م، والشيخ سعيد بن سالم الرواحي لمدة سنتين من أول شباط / فبراير 1951م إلى 18 أيار/ مايو 1953م، والشيخ عبد لله بن سليمان الحارثي، والشيخ أحمد بن محمد بن ناصر اللمكي، والسيد سيف بن حمود بن فيصل ولكل منهم سنة واحدة تقريبًا.
وقد قام بإخراج أعداد الفلق الأولى الرسام المصري عبد الباري العجيزي، وقد توقفت عن الصدور في الفترة من 19 حزيران / يونيو 1954م إلى 19 حزيران / يونيو 1955م بسبب مقالتها الصارخة في وجه السلطة، وتحريضها على بداية العمل الوطني المتمثل في المناداة لديمقراطية وانتخاب أعضاء المجلس التشريعي.